# ظهرة سمحان (المخادر)

تعديل مصدري - تعديل

ظهرة سمحان محلة تابعة لقرية سمحان، التابعة لعزلة السحول بمديرية المخادر إحدى مديريات محافظة إب في الجمهورية اليمنية، بلغ تعداد سكانها 745 حسب تعداد اليمن لعام 2004.